# Volendam Music
Volendam Music is een Nederlands artiestenbureau in Volendam. Deze BV is ontstaan toen Jaap Buijs, na het overlijden van zijn broer Jan Buijs in 1985, als enige vennoot overbleef. Voorheen was het bedrijf bekend onder de naam "Artiestenbureau Volendam".

## Geschiedenis
In de tijd dat The Cats nog The Blue Cats heetten hadden zij een versterker nodig, maar niet genoeg geld om er een te kopen. Dorpsgenoot Jan Buijs, bijgenaamd Jan Tuf, leende ze het geld ervoor. De schuld werd afbetaald met een gedeelte van de verdiensten van optredens. Als er dan vervoer moest komen deed men opnieuw een beroep op Jan. Toen hij ook nog in staat bleek in de omgeving contracten af te sluiten, werd hij al gauw manager van The Blue Cats.
Eind jaren zestig kwam Jans broer Jaap Buijs bij het bedrijf, inmiddels Artiestenbureau Volendam, werken. Als management en boekingskantoor voor The Cats en BZN volgden grote successen. Later, in de jaren zeventig, volgden samenwerkingen met Pussycat, Unit Gloria, Dizzy Man's Band en de George Baker Selection.
In de jaren negentig hield het artiestenbureau zich ook bezig met het produceren van televisieshows met o.a. Jan Smit en het organiseren van Volendammer avonden met Anny Schilder, George Baker en Piet Veerman, begeleid door Next One.
In 1990 kwam Alice, de dochter van Jaap bij het bedrijf en in 1999 kwam de zoon van Jaap, Aloys, bij het bedrijf. In 2008 hebben Alice en Aloys het bedrijf overgenomen. Jaap Buijs bleef daarna nog directeur van Volendam Music.

## Voormalige artiesten
- Angelina
- Anny Schilder
- BZN'66
- Corina Vamvakari
- Dana Winner
- Djumbo
- Dominic James
- DRE Band
- Frank Ashton
- Gerard Joling
- Imca Marina
- Jan & Anny
- Lucas en Gea
- Maribelle
- Monique Smit
- Nico Landers
- The Showbusters

## Huidige artiesten
- 3JS
- Belle Perez
- George Baker
- Henk Dissel
- Jan Smit
- Lisa Michels
- Nick & Simon
- Peter Beense
- Soul Sisters
- Tribute to The Cats Band
- Vinzzent